# Tim Gerresheim
Timothäus „Tim“ Gerresheim (* 24. Februar 1939 in Berlin) ist ein ehemaliger deutscher Fechter, der mit dem Florett erfolgreich war.

## Leben
Tim Gerresheim war Sohn des Fechtmeisters Otto Gerresheim, der 1951 aus Berlin nach Hamburg gekommen war und 1954 den Hamburger Fechtclub Rothenbaum gegründet hatte. 1959 gewann Tim Gerresheim erstmals die deutsche Meisterschaft mit dem Florett, im gleichen Jahr belegte er den zweiten Platz bei der Juniorenweltmeisterschaft. In der Erwachsenenklasse unterlag er mit der deutschen Mannschaft bei den Fechtweltmeisterschaften 1959 in Budapest erst im Finale gegen die sowjetische Equipe. Im Jahr darauf schied er bei den Olympischen Spielen 1960 in Rom im Einzelwettbewerb in der dritten Runde aus. Mit der Mannschaft erreichte er das Viertelfinale gegen Frankreich. Dort stand es nach 16 Gefechten Unentschieden mit 8:8 und Tim Gerresheim musste in den Entscheidungskampf gegen den vierfachen Olympiasieger Christian d’Oriola. Gerresheim gewann dieses Gefecht mit 5:0 Treffern. Im Halbfinale unterlagen die deutschen Fechter den späteren Olympiasiegern aus der Sowjetunion, gegen die Ungarn gewannen die Deutschen das Gefecht um Bronze mit 9:5 Punkten, wobei Gerresheim drei seiner vier Gefechte gewann.
Dafür erhielt er am 9. Dezember 1960 das Silberne Lorbeerblatt.
1962 gewann Gerresheim seinen zweiten deutschen Meistertitel, 1963 wurde er internationaler Meister von Wien. Bei den Olympischen Spielen 1964 in Tokio belegte Gerresheim den sechsten Platz im Einzelwettbewerb, mit der Mannschaft erreichte er den fünften Platz. In den folgenden Jahren fehlte Gerresheim wegen verschiedener Verletzungen bei den meisten Turnieren. Mit einem zweiten Platz hinter Friedrich Wessel bei der deutschen Meisterschaft 1968 gelang ihm aber noch einmal der Sprung ins deutsche Olympiateam. Beim olympischen Turnier in Mexiko-Stadt schied Gerresheim im Einzelwettbewerb frühzeitig aus, mit der Mannschaft erreichte er den sechsten Platz.
Tim Gerresheim ist Diplom-Sportlehrer und Fechtmeister. Er betreibt zusammen mit seiner Frau eine eigene Fechtschule in Hamburg und bildet daneben an mehreren Schauspielschulen junge Darsteller in szenischem Fechten aus.